# Jean Baptiste Ntahokaja
L'abbé Jean Baptiste Ntahokaja, né en 1920 à Rusengo, à Ruyigi et mort le 2 novembre 1995 à Bujumbura, est un linguiste burundais. Professeur émérite de linguistique depuis 1992 à l’Université du Burundi, il est considéré comme un des pionniers burundais des études sur la langue et la culture du Burundi.

## Biographie
Il est baptisé le lendemain de sa naissance par le Père blanc Bernard Zuure, en visite à la succursale de Bwero, à Ruyigi. Il reçut l’ordination sacerdotale le 25 juillet 1948 à Butare au Rwanda. À partir de 1954, il fait des études en philologie romane et histoire orientale à l’Université catholique de Louvain qui lui décerne son premier diplôme de licence en cette matière. Il mène aussi des études en linguistique africaine mais comme l’obtention du diplôme de licence pour cette discipline n’exigeait pas sa présence à Louvain, il rentre au Burundi. Au petit Séminaire de Mugera où il est affecté, il finalise son mémoire de linguistique et obtient son second diplôme de licence, en linguistique africaine. Au Séminaire de Mugera et avec le soutien de son recteur, Mgr Grauls, il fait remplacer l’enseignement de la langue flamande par le kirundi. En 1960, l’Abbé Ntahokaja est nommé à un comité d’études sur le kirundi. En 1962, avec l’abbé Marc Barengayabo, il dirige un groupe d’auteurs qui composent l’hymne national du Burundi Burundi Bwacu. Le 16 septembre 1962, soit deux mois après l’accession du Burundi à l’indépendance, le comité d’études est érigé par arrêté royal en Académie de langue et littérature rundi à la tête de laquelle il est nommé. Mais l’Académie ne vivra pas, faute des fonds de subvention pourtant annoncés dans l’arrêté qui la créa. De 1965 à 1977, il enseigne à l’École normale supérieure de Bujumbura (E.N.S.). Jusqu'à son départ à la retraite en 1987, il poursuivit sa carrière d'enseignant à l'Université du Burundi, après la fusion de cette dernière avec l'E.N.S.
Longtemps, l’abbé Jean Baptiste Ntahokaja fut le seul linguiste burundais au sein d’une équipe de linguistes principalement européens qui menèrent les premières recherches académiques approfondies sur le kirundi. Les recherches et propositions de l’abbé sur l’orthographe et la grammaire de cette langue se sont imposées dans la pratique moderne. L’abbé Jean Baptiste Ntahokaja a aussi rédigé et sorti les premiers recueils de contes et chantefables du Burundi traditionnel.
Le 1er juillet 2012, à l’occasion de la célébration du cinquantenaire de l’accès du Burundi à l’indépendance, il reçut à titre posthume la distinction honorifique de Commandeur de l’Ordre de l’Amitié des Peuples, pour l'ensemble de son œuvre et sa contribution à la diffusion du savoir sur la langue kirundi et les traditions burundaises.